# Гидроборацит

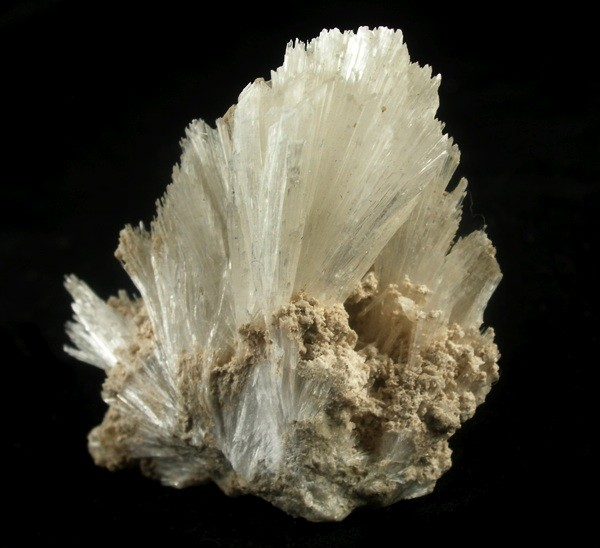
Образец из Долины Смерти (Калифорния)

Гидроборацит — минерал, водный борат кальция и магния. Назван по своему составу, в который входят бор и вода. Типовое местонахождение — в Атырау (Казахстан). Открыт в 1834 году на Кавказе, но потом это местонахождение найти не удалось.

## Общее описание
Состав: CaMg[B3O4(OH)3]2•3H2O. Содержит (%): CaO — 13,57; MgO — 9,75; B2O3 — 50,53; H2O — 26,15. Сингония моноклинная. Кристаллы удлинённые и уплощённые, игольчатые или столбчатые. Агрегаты пластинчато-волокнистые, радиально-лучистые; образует также плотные сплошные массы и тонкозернистые агрегаты. Твёрдость 2 (возможно, до 3). Плотность 2,2 г/см3. В чистом виде бесцветный или белый, при наличии примесей - розовый, красный, серый, зеленоватый, коричневатый, жёлтый. Блеск стеклянный, шелковистый.
Гидроборацит — распространённый минерал галогенно- и вулканогенно-осадочных горных пород. Важный минерал бора. Образуется как химический озёрный осадок, а также вследствие метасоматических процессов. Обогащается флотацией. Слабо растворим в кипящей воде.